# Giải bóng đá bãi biển vô địch quốc gia 2009
Giải bóng đá bãi biển vô địch quốc gia 2009 (với tên gọi chính thức: Giải bóng đá bãi biển toàn quốc 2009) là giải bóng đá bãi biển được tổ chức lần đầu tiên tại Việt Nam do VFF tổ chức từ ngày 30 tháng 5 đến ngày 4 tháng 6 năm 2009. Giải đấu ra đời nhằm thúc đẩy phong trào luyện tập và thi đấu môn bóng đá bãi biển trong cả nước, đồng thời qua đó đưa bóng đá bãi biển Việt Nam hội nhập với sự phát triển chung của bộ môn thể thao này tại đấu trường khu vực cũng như châu lục.

## Các đội bóng
Có 8 đội bóng tham dự giải được chia thành 2 bảng:
| Bảng A                        | Bảng B          |
| ----------------------------- | --------------- |
| Honda Tân Hoàng Yến Hải Phòng | Sanna Khánh Hòa |
| Vũng Tàu                      | Phú Yên         |
| Thuận An Huế                  | Bình Thuận      |
| Đại Phúc Đà Nẵng              | Bình Định       |

Các đội thi đấu vòng tròn một lượt ở mỗi bảng để tính điểm xếp hạng, chọn hai đội xếp nhất, nhì mỗi bảng vào thi đấu bán kết. 2 đội thắng tại Bán kết vào thi đấu Chung kết tranh vô địch, 2 đội thua tại Bán kết xếp đồng hạng Ba.
Tất cả các trận đấu của giải nếu sau 3 hiệp thi đấu chính thức (tổng 36 phút, mỗi hiệp 12 phút) kết thúc với tỷ số hoà sẽ thi đá luân lưu 9m để xác định đội thắng. Điểm đáng lưu ý, phương thức đá luân lưu sẽ được thực hiện theo luật "knock-out", nghĩa là mỗi đội sẽ đá 1 quả, nếu phân định thắng thua thì dừng, nếu chưa phân định thắng thua mới đá tiếp quả thứ 2.
Cách tính điểm xếp hạng:
- Đội thắng: 3 điểm
- Đội thắng luân lưu: 1  điểm
- Đội thua: 0  điểm.

## Lịch thi đấu và kết quả thi đấu

### Bảng A
| Thứ hạng | Đội bóng                      | Trận | Thắng | Thắng luân lưu | Hòa | Thua | Hiệu số | Điểm | Vòng bán kết |
| 1        | Thuận An Huế                  | 3    | 2     | 1              | 1   | 0    | 16-14   | 7    | Vào bán kết  |
| 2        | Đại Phúc Đà Nẵng              | 3    | 2     | 0              | 1   | 0    | 20-6    | 6    | Vào bán kết  |
| 3        | Vũng Tàu                      | 3    | 0     | 1              | 1   | 2    | 8-15    | 1    |              |
| 4        | Honda Tân Hoàng Yến Hải Phòng | 3    | 0     | 0              | 1   | 2    | 6-15    | 0    |              |

Ghi chúĐội thắng sau 3 hiệp chính được 3 điểm, Đội thắng luân lưu được 1 điểm, đội thua 0 điểm.

### Bảng B
| Thứ hạng | Đội             | Trận | Thắng | Thắng luân lưu | Hòa | Thua | Hiệu số | Điểm | Vòng bán kết |
| 1        | Sanna Khánh Hòa | 3    | 3     | 0              | 0   | 0    | 18-12   | 9    | Vào bán kết  |
| 2        | Bình Định       | 3    | 1     | 1              | 1   | 1    | 14-16   | 4    | Vào bán kết  |
| 3        | Phú Yên         | 3    | 1     | 0              | 1   | 1    | 16-15   | 3    |              |
| 4        | Bình Thuận      | 3    | 0     | 0              | 0   | 3    | 9-17    | 0    |              |

Ghi chúĐội thắng sau 3 hiệp chính được 3 điểm, Đội thắng luân lưu được 1 điểm, đội thua 0 điểm
| Ngày                | Bảng | Giờ   | Đội 1                           | Tỷ số         | Đội 2                           |
| 30 tháng 5 năm 2009 | A    | 7h45  | Honda Tân Hoàng Yến - Hải Phòng | 2-2 (0-1 pen) | Vũng Tàu                        |
| 30 tháng 5 năm 2009 | A    | 8h45  | Thuận An Huế                    | 5-5 (1-0 pen) | Đại Phúc Đà Nẵng                |
| 30 tháng 5 năm 2009 | B    | 14h30 | Sanna Khánh Hòa                 | 7-6           | Phú Yên                         |
| 30 tháng 5 năm 2009 | B    | 15h30 | Bình Thuận                      | 3-5           | Bình Định                       |
| 31 tháng 5 năm 2009 | A    | 7h30  | Vũng Tàu                        | 5-6           | Thuận An Huế                    |
| 31 tháng 5 năm 2009 | A    | 8h30  | Đại Phúc Đà Nẵng                | 7-1           | Honda Tân Hoàng Yến - Hải Phòng |
| 31 tháng 5 năm 2009 | B    | 14h30 | Phú Yên                         | 6-4           | Bình Thuận                      |
| 31 tháng 5 năm 2009 | B    | 15h30 | Bình Định                       | 4-5           | Sanna Khánh Hòa                 |
| 1 tháng 6 năm 2009  | A    | 7h30  | Đại Phúc Đà Nẵng                | 8-0           | Vũng Tàu                        |
| 1 tháng 6 năm 2009  | A    | 8h30  | Honda Tân Hoàng Yến - Hải Phòng | 3-6           | Thuận An Huế                    |
| 1 tháng 6 năm 2009  | B    | 14h30 | Bình Định                       | 4-4 (1-0 pen) | Phú Yên                         |
| 1 tháng 6 năm 2009  | B    | 15h30 | Sanna Khánh Hòa                 | 6-2           | Bình Thuận                      |

## Vòng bán kết
| Thuận An Huế | 9-8     | Bình Định |
| ------------ | ------- | --------- |
|              | Kết quả |           |

| Sanna Khánh Hoà | 3-1     | Đại Phúc Đà Nẵng |
| --------------- | ------- | ---------------- |
|                 | Kết quả |                  |

## Trận chung kết
| Sanna Khánh Hòa  | 1-0     | Thuận An Huế |
| ---------------- | ------- | ------------ |
| Trần Hữu Phúc 9' | Kết quả |              |

## Tổng kết mùa giải
- Đội vô địch: Sanna Khánh Hòa
- Đội thứ Nhì: Thuận An Huế
- Đồng giải Ba: Bình Định & Đại Phúc Đà Nẵng
- Cầu thủ xuất sắc nhất giải: Trần Hữu Phúc (số 9- Sanna Khánh Hòa)
- Thủ môn xuất sắc nhất giải: Trang Quốc Hoàng (số 1 – Sanna Khánh Hòa)
- Cầu thủ ghi nhiều bàn thắng nhất: Hồ Đức Tô (số 5 – Bình Định, 12 bàn thắng)